# 额敏谷地
额敏谷地是中国西北部新疆维吾尔自治区与哈萨克的东哈萨克州接壤地带的一个地形单元，属于欧亚大草原的一部分，更是古北界的一部分。这里是卷羽鵜鶘、遗鸥等珍稀动物的家园。